# Boissevain (Schiff)

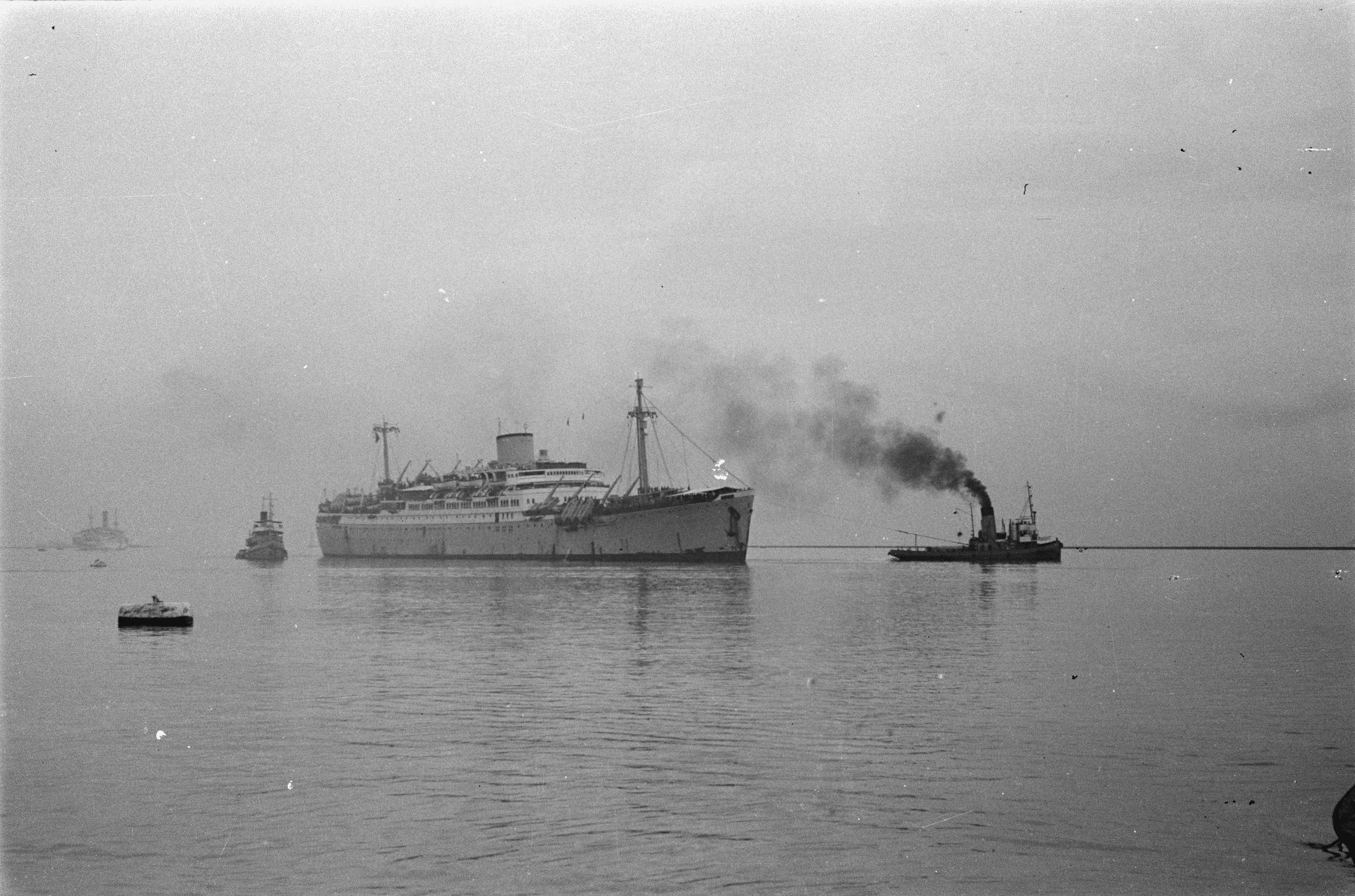
Boissevain (1948)

Das Motorschiff Boissevain war ein frachtfahrendes Passagierschiff der Koninklijke Java-China-Paketvaart Lijnen (KJCPL). Von 1942 bis 1947 wurde sie wie ihre Schwesterschiffe als Truppentransporter eingesetzt. Das bei Blohm & Voss in Hamburg gebaute Schiff wurde nach über dreißig Jahren im Einsatz 1968 in Kaohsiung (Taiwan) abgebrochen.

## DieBoissevainund ihre Schwesterschiffe
Auftraggeber für den Neubau war die Reederei Koninklijke Paketvaart Maatschappij (KPM). Die Kiellegung erfolgte am 1. September 1936. Das Schiff lief am 3. Juni 1937 vom Stapel; Taufpatin war Ellegonda Duranda Boissevain, Enkelin des Mitbegründers der KPM Jan Boissevain (1836–1904). Bezahlt wurde der Bau des Schiffs durch ein Kompensationsgeschäft mit Tabak von der Insel Sumatra. Grund waren die damaligen wirtschaftlichen Umstände und devisenrechtliche Vorschriften.
Die beiden Schwesterschiffe Tegelberg und Ruys liefen am 10. Juli und 25. September 1937 bei den Werften Nederlandse Scheepsbouw Maatschappij in Amsterdam und KM „De Schelde“ in Vlissingen vom Stapel. Namensgeber waren die beiden anderen Gründer der KPM, Willem Ruys und Petrus Emelius Tegelberg. Mit weißer Farbgebung und gelbem Schornstein waren die „Witte Jachten“ für den Fernost-Java-Afrika-Verkehr bestimmt. Sie setzten neue Standards für Komfort und Unterbringung und waren von bekannten niederländischen Künstlern dekoriert. Die Suiten der ersten Klasse waren luxuriös ausgestattet: Mit Lounge, Schlafzimmer mit Doppelbett, eigenem Badezimmer und Gepäckraum. Neben dem Promenadendeck standen auch Räume mit Sportgeräten zur Verfügung.
Die Liniendienste der Koninklijke Paketvaart Maatschappij wurden 1947 mit der Java-China-Paketvaart Lijnen zusammengelegt. Seit Januar 1948 durfte diese ebenfalls den Titel „Koninklijke“ (Königliche) führen.
Zwischen Januar 1961 und Mai 1962 wurden die drei Schiffe umgebaut. Zu den Verbesserungen gehörte die Installation von Klimaanlagen in der ersten Klasse. Die Reederei firmierte international auch als Royal Interocean Lines (RIL) und ließ die Farbgebung verändern. Boissevain und ihre Schwestern erhielten einen schwarzen Rumpf und einen Schornstein gleicher Farbe.
Die Einheiten vermaßen mit etwas über 14.000 BRT und waren 171 Meter lang. Die drei Dieselmotore wurden mit Sulzer-Lizenz von Blohm & Voss, KM „De Schelde“ und Werkspoor gefertigt. Sie wirkten auf drei Propeller und gaben den Schiffen eine Geschwindigkeit von 18 Knoten. Die Passagierzahl sank nach den Umbauten von 654 auf 394. Daneben standen größere Laderäume für Fracht zur Verfügung.

## Geschichte

### 1937–1941
Die Boissevain wurde am 1. Dezember 1937 in Dienst gestellt und lief im folgenden Monat nach Batavia in Niederländisch-Indien aus. Im Fernost-Java-Afrika-Dienst absolvierte das Schiff in der Regel Rundreisen von dreimonatiger Dauer. Beispielsweise lief es 1939 Mitte August in Kapstadt aus, verließ Mombasa am 3. September und erreichte am 23. September Shanghai. Von dort wurde ein Kreis über Hongkong und Manila um das Südchinesische Meer geschlossen. Kaohsiung wurde am 14. Oktober erreicht, Kapstadt wiederum am 13. November, 12. Februar und 12. Mai 1940; Shanghai am 24. Dezember, 23. März und 25. Juni. Zu den weiteren angelaufenen Häfen gehörten Batavia, Singapur, Saigon, Sansibar, Tamatave, Mahé, Sabah, Belawan, Port Louis, Lourenço Marques, Durban, Port Elizabeth, East London, Mossel Bay, Daressalam und Miri.
Mitte Juli 1940 nahmen Boissevain und Ruys einen regulären Dienst zwischen Australien und Niederländisch-Ostindien auf. Die Tegelberg bediente nach dem Wegfall der deutschen Schiffe die Südpazifik-Strecke. Kolonialbeamte verbrachten ihren sechsmonatigen Urlaub in Australien, während kriegsbedingt Frauen und Kinder evakuiert wurden und viele wohlhabende Fahrgäste dort bis 1945 blieben. Der Dienst wurde bis Ende 1941 „mit großer Routine“ bedient. Bei den sieben- bis achtwöchigen Rundreisen lief die Boissevain Batavia, Surabaya, Singapur und in Australien Adelaide, Melbourne, Sydney sowie Brisbane an.

### 1942–1947
Die Boissevain verließ letztmals Singapur am 26. November 1941 und lief über Batavia nach Brisbane, während Japan den Alliierten den Krieg erklärte. Anfang 1942 folgte noch eine eskortierte Fahrt nach Surabaya, Oosthaven und Batavia. Im April 1942 wurde die Boissevain vom niederländischen Kriegsministerium (im Londoner Exil) gechartert und verließ Sydney. Nach dem Eintreffen im Clyde am 9. Juli wurde das Schiff in Glasgow zum Truppentransporter umgebaut. Ende August lief es im Geleitzug Richtung Bombay und uneskortiert nach Surabaya. Anfang 1943 folgten mehrere Geleitzüge nach Nordafrika, Ende des Jahres fuhr ein Konvoi Richtung Bombay, über den Suezkanal kehrte die Boissevain nach Oran und im Januar 1944 zum Clyde zurück. Neapel, Takoradi und Diego Suárez, Lagos, Port Said, Tarent und wiederum Lagos waren die Ziele der Ausfahrten des Jahres 1944.
Im folgenden Jahr waren die Ziele Lagos und Bombay. Am 8. Mai 1945 wurde der Suezkanal erreicht. Im September verließ die Boissevain Rangun und traf am 12. Oktober mit befreiten alliierten Kriegsgefangenen in Liverpool ein. Ende Dezember war sie wieder in Saigon und Singapur. Von Tanjung Priok kehrte das Schiff mit ehemaligen Internierten und freigelassenen Kriegsgefangenen der Japaner am 16. Februar 1946 nach Amsterdam zurück. Neben Rückkehrern transportierte es auch niederländische Truppen nach Niederländisch-Ostindien. Im Februar 1947 meuterten 200 Marineinfanteristen. Ein Oberstleutnant und sechs Offiziere flogen nach Kairo, um das Kommando über die Abteilung zu übernehmen.

### 1947–1968
Nach dem Ende des Truppendienstes konnte die Boissevain am 25. Dezember 1947 ihre erste zivile Fahrt antreten. Der Dienst zwischen Singapur und Australien wurde wieder aufgenommen. Mit Ende des Unabhängigkeitskriegs brachte das Schiff 1948/1949 wieder Soldaten aus Indonesien in die Niederlande zurück. Mit dem Verlust der Kolonie fuhren die Schiffe im Asien-Afrika-Südamerika-Dienst. Die Boissevain bediente Singapur, Penang, Mauritius, Mombasa, Sansibar, Beira und Lourenço Marques, vier südafrikanische Häfen sowie Kapstadt und Buenos Aires, Montevideo, Santos sowie Rio de Janeiro. Zu den Fahrgästen gehörten in den 1960er Jahren auch Japaner, die nach Bolivien oder Brasilien auswanderten.
Am Morgen des 24. Januar 1961 machte die Boissevain im Victoria Harbour von Hongkong fest. Taikoo Dockyard führte bis Anfang Mai die geplanten Umbauten und Modernisierungen durch.
Da die Passagierzahlen sanken, kündigten die Royal Interocean Lines im April 1967 Pläne an, die drei Schwesterschiffe im Laufe des Jahres 1968 aus dem Verkehr zu ziehen. Die Boissevain wurde für 204.000 Pfund Sterling an die Shin Fa Steel in Kaohsiung verkauft und nach dem 14. Juli 1968 abgebrochen. Tegelberg und Ruys beendeten am 20. Juni bzw. 13. September 1968 dort ihre jeweils letzte Fahrt.

### Zwischenfälle
Die Boissevain kollidierte am 29. Juni 1968 auf dem Weg von Kobe nach Nagoya, 16 Seemeilen südsüdwestlich von Kap Daiōzaki, mit der Hokko Maru No. 1. Das japanische Frachtschiff mit 40 Metern Länge sank.

### Tristan da Cunha
Im Oktober 1962 machte das Schiff einen Abstecher nach Tristan da Cunha, um zwei dänische Journalisten einzuschiffen, die zwei Wochen auf der Insel recherchiert hatten. Im April 1963 brachte die Boissevain 51 Inselbewohner von Rio de Janeiro nach Tristan da Cunha. Sie waren nach dem Vulkanausbruch im Oktober 1961 von der Insel evakuiert worden. Am 17. Februar 1965 gab Tristan da Cunha einen Satz Briefmarken heraus, der Wert von „2/6d“ (zwei Shilling und sechs Pence) zeigte die Boissevain.

## Boissevain-Klasse
| Boissevain-Klasse | Boissevain-Klasse                      | Boissevain-Klasse     | Boissevain-Klasse                 | Boissevain-Klasse                            | Boissevain-Klasse                   | Boissevain-Klasse          |
| Name              | Werft Baunummer                        | Rufzeichen IMO-Nummer | Stapellauf Ablieferung            | Bemerkungen                                  | Abbruch nach dem                    | Bild                       |
| ----------------- | -------------------------------------- | --------------------- | --------------------------------- | -------------------------------------------- | ----------------------------------- | -------------------------- |
| Boissevain        | Blohm & Voss, Hamburg 510              | PKQA/PDEP 5047522     | 3. Juni 1937, 1. Dezember 1937    | auch Truppentransporter; Umbau Frühjahr 1961 | 14. Juli 1968, in Kaohsiung, Taiwan | Boissevain, 1948           |
| Ruys              | KM „De Schelde“, Vlissingen 204        | PKOJ/? 5302635        | 25. September 1937, 26. März 1938 | auch Truppentransporter; Umbau Sommer 1962   | 20. Juni 1968, in Kaohsiung         | Ruys, Repatriierungen 1946 |
| Tegelberg         | Nederlandse Scheepsbouw, Amsterdam 243 | PKOI/PHWZ 5354391     | 10. Juli 1937, 5. März 1938       | auch Truppentransporter; Umbau Frühjahr 1962 | 13. September 1968, in Kaohsiung    | Tegelberg, 1938            |